# Бельково (Селивановский район)
Бельково — деревня в Селивановском районе Владимирской области России, входит в состав Новлянского сельского поселения.

## География
Деревня расположена в 8 км на северо-запад от центра поселения деревни Новлянка и в 7 км на юго-запад от райцентра Красной Горбатки.  

## История
В конце XIX — начале XX века деревня входила в состав Тучковской волости Судогодского уезда, с 1926 года — в составе Дубровской волости Муромского уезда. В 1859 году в деревне числилось 17 дворов, в 1905 году — 37 дворов, в 1926 году — 68 дворов.
С 1929 года деревня входила в состав Хвосцовского сельсовета Селивановского района, с 1944 года — в составе Андреевского сельсовета, с 1999 года — в составе Высоковского сельсовета, с 2005 года — в составе Новлянского сельского поселения.

## Население
| 1859 | 1905 | 1926 | 2002 | 2010 | 2021 |
| ---- | ---- | ---- | ---- | ---- | ---- |
| 135  | ↗221 | ↗346 | ↘42  | ↘40  | ↘15  |